# René de Malherbe
Colonel Marie Pierre René de Malherbe, comte de Malherbe, né à Veilleins le 27 juin 1881, et mort le 11 mai 1931 à Vélizy-Villacoublay est un aviateur français. Il est affecté à l' Escadrille Provisoire de Cavalerie n°4 (BLC 4) et l'Escadrille 26 pendant la Première Guerre mondiale.

## Biographie
Il est issu d'une famille subsistante de la noblesse française, d'ancienne extraction : la Famille de Malherbe. Son père est Paul de Malherbe, et son grand-père Raymond de Malherbe.
Il est entré à l'École spéciale militaire de Saint-Cyr en 1902. Il est sorti sous-lieutenant de cavalerie. Entré dans l’aviation en 1911, il a eu le brevet de pilote n°2 le 7 février 1911. Il était le plus ancien breveté militaire de l'aviation avant son décès en 1931. 
Durant quatre ans, il fut affecté au centre de Pau et, à la déclaration de la Première guerre mondiale, il prend le commandement de l'Escadrille Provisoire de Cavalerie n°4 (BLC4), puis en décembre 1914, celui de l'Escadrille 26. Il participa aux premières reconnaissances.
Après avoir commandé la division Nieuport d'entraînement, il partit en Roumanie où, jusqu'en 1917, il fut le chef de la mission française d'aviation. Il est ensuite appelé à l'état-major particulier du ministre de la guerre, Paul Painlevé de mars à novembre 1917. Il devient ensuite chef adjoint de l'inspection générale des écoles. Nommé président de la commission decontre-réception des avions. 
Il est attaché à la commission de contrôle aéronautique en Prusse et commandant en second du 31e régiment d'aviation de Châteauroux jusqu'en 1929.
Pilote d'essai, il ne cessait de piloter lui-même et seul à bord, tous les types d’avions militaires, en donnant l’exemple.
Il meurt en 1931 lors du "crash" de son avion.
Il possédait en Mayenne le Château de Foulletorte.

## Distinctions
- Officier de la Légion d'honneur (27 décembre 1923)[3]
- Croix de guerre 1914–1918
- Ordre du Service distingué (Royaume-Uni)
- Officier de l'ordre de la Couronne d'Italie

```
(
Italie
)
```

- Chevalier de l'ordre de Léopold (Belgique)
- Croix de guerre (Belgique)

### Sources
- La Mayenne, 13 mai 1931
- Excelsior, 12 mai 1931
- Notice dans la base Léonore

## Lies externes
- Ressource relative à la vie publique :   - base Léonore
- Notices d'autorité :   - VIAF
  - ISNI
  - BnF (données)